# 青木村立青木小学校
青木村立青木小学校（あおきそんりつ あおきしょうがっこう）は長野県小県郡青木村大字田沢にある村立小学校。

## 概要
通学は青木村全域であり、山間部に住んでいるなどで、村営バスを利用して通学してくる生徒もいる。
平成17年度には長野県教育委員会よりコモンズ支援金を活用した「お年寄りとのふれあい事業」が実施された。
2009年7月には菖蒲町立小林小学校、菖蒲町立栢間小学校の小学校6年生との交流を深めた。本校の児童による菖蒲町への訪問も予定されていたが新型インフルエンザの流行により取りやめとなった。

## 歴史
1886年（明治19年）に青木学校本校、下奈良本分校、入奈良派出所、入田派出所、中挟分教所が設置され、1889年（明治22年）には小学校令が施行されたのに伴い、青木尋常小学校に改称。翌年には下奈良本分校を下奈良本分教場に、入田派出所を入田分教場にそれぞれ改称した。その後1895年（明治28年）に青木尋常小学校に高等科を併置したのに伴い、青木高等尋常小学校に改称し、1941年（昭和16年）に国民学校令が施行されたのに伴い青木国民学校に改称した。第二次世界大戦終戦後の1947年（昭和22年）に学制改革が行われ、それにより青木村立青木小学校に改称した。1961年（昭和36年）に青木小学校の全ての分校が本校に統合され、分校は廃止された。

## 進学先中学校
青木村には中学校が青木中学校一つしか無い為、ほぼ全員が青木村立青木中学校に進学することになっている。